# دارخزک نیوزیلندی
دارخزک نیوزیلندی (نام علمی: Mohoua novaeseelandiae) نام یک گونه از سرده گنجشک‌های کوکوپذیر است.